# Gerhard Schüßler (Politiker)
Gerhard Schüßler (* 2. Oktober 1937 in Holzwickede; † 7. November 2005) war ein deutscher Politiker (FDP).

## Leben
Nach dem Schulabschluss (Mittlere Reife), der Ausbildung zum Großhandelskaufmann und dem Wehrdienst war Schüßler als Selbständiger Großhandelskaufmann tätig.
1961 wurde Schüßler Mitglied der F.D.P. Von 1967 bis 1979 und von 1990 bis 1998 war er dort  Vorsitzender des Kreisverbandes Hagen, 1980 wurde er Mitglied des Bezirksvorstandes und von 1994 bis 1998 war er auch Mitglied des Landesvorstandes. Von 1969 bis 1984 saß Schüßler im Rat der Stadt Hagen, wo er ab 1978 Fraktionsvorsitzender war. Von 1979 bis 1984 war er zudem Bürgermeister der Stadt Hagen. Von 1990 bis 1994 und nochmal von 1998 bis 2002 war er Mitglied des Deutschen Bundestages.